# Вейсфлог, Александр Аполлонович
Александр Аполлонович Вейсфлог (1864 — ?) — русский военный  деятель,  генерал-майор (1917). Герой Первой мировой войны.

## Биография
В службу вступил в 1882 году после окончания Московского 4-го кадетского корпуса. В 1883 году после окончания  Александровского военного училища и Михайловского артиллерийского училища по I разряду  произведён  в подпоручики и выпущен в 6-ю резервную артиллерийскую бригаду.
В 1887 году произведён в поручики, в 1894 году в штабс-капитаны. В 1898 году после окончания Офицерской артиллерийской школы произведён в капитаны, в 1906 году произведён в подполковники — командир батареи артиллерийской бригады. В 1913 году произведён в полковники — командир 2-го дивизиона 5-й Сибирской артиллерийской бригады.

С 1914 года участник Первой мировой войны во главе своего дивизиона. Высочайшим приказом от 8 октября 1915 года за храбрость награждён Георгиевским оружием: 
За то, что 5-го ноября 1914 года, когда авангард 5-й Сибирской стрелковой дивизии, выходя из пос. Балуты у города Лодзи, был неожиданно встречен обходной колонной противника, по собственному почину, выдвинул на линию передовых цепей две батареи, приказал им открыть огонь и тем дал возможность развернутся пехоте и занять выгодные позиции
 Приказом по Армии и Флоту от 21 ноября 1917 года произведён в генерал-майоры.

## Награды
- Орден Святого Станислава 2-й степени  (ВП 1908)
- Орден Святой Анны 2-й степени с мечами (ВП 1912; ВП 02.11.1916)
- Орден Святого Владимира 4-й степени с мечами и бантом (ВП 31.01.1915)
- Орден Святого Владимира 3-й степени с мечами (ВП 11.06.1915)
- Георгиевское оружие (ВП 08.10.1915)